# مانون ملیس
مانون ملیس (انگلیسی: Manon Melis؛ زادهٔ ۳۱ اوت ۱۹۸۶) بازیکن فوتبال اهل پادشاهی هلند است.
از باشگاه‌هایی که در آن بازی کرده‌است می‌توان به اسکای بلو اف‌سی، باشگاه فوتبال رین، باشگاه فوتبال روزنگرد، و باشگاه فوتبال لینشوپینگ اشاره کرد.
وی همچنین در تیم‌های ملی فوتبال زنان هلند بازی کرده‌است.